# Hormiactella fusca
Hormiactella fusca är en svampart som först beskrevs av Preuss, och fick sitt nu gällande namn av Pier Andrea Saccardo 1886. Hormiactella fusca ingår i släktet Hormiactella, divisionen sporsäcksvampar och riket svampar.   Inga underarter finns listade i Catalogue of Life.